# Ogród Zoobotaniczny w Toruniu

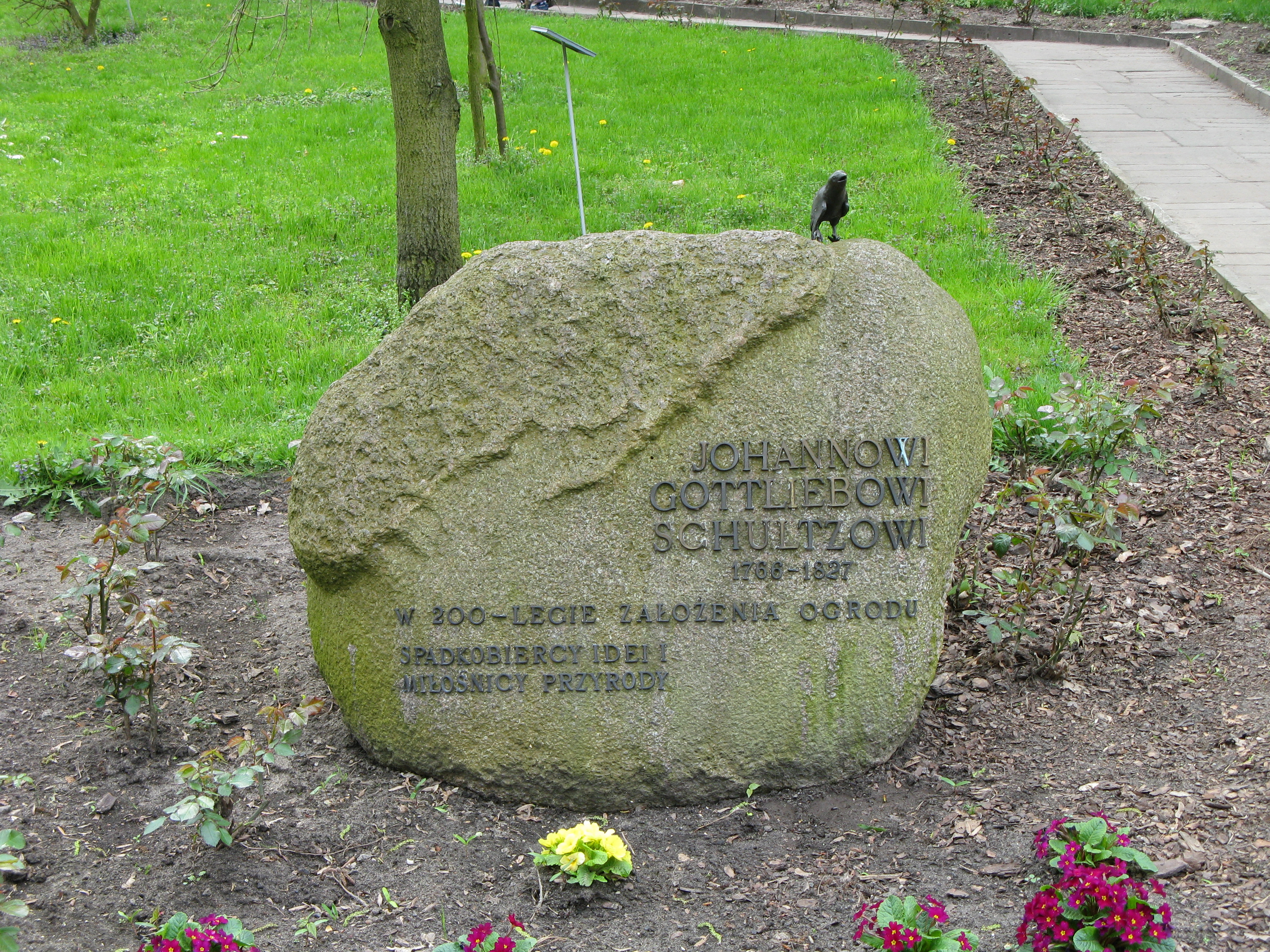
Kamień pamiątkowy upamiętniający założyciela ogrodu Johanna Gottlieba Schultza

Ogród Zoobotaniczny w Toruniu – niewielki (3,81 hektara) ogród botaniczny, a od 1965 również zoologiczny, znajdujący się przy ul. Bydgoskiej 7 w Toruniu.

## Historia
Ogród Zoobotaniczny powstał na bazie ogrodu dendrologicznego Johanna Gottlieba Schultza. Interesujący się botaniką Schultz sprowadził do swojego ogrodu liczne okazy roślin z różnych regionów Europy oraz wybudował w ogrodzie: aleje, mosty, śluzy, altany, dwór, ptaszarnię i zegar słoneczny. Zgodnie z jego testamentem ogród przeszedł na własność Gimnazjum Królewskiego (w 1827 roku). Ogród miał służyć celom dydaktycznym.
Do XIX wieku posiadłość zarządzana była przez ogrodników, jednak podupadła na początku XX wieku z powodu szybkiej urbanizacji miasta, szczególnie Bydgoskiego Przedmieścia. Po I wojnie światowej ogród podupadł i częściowo był dziko zarośnięty. Pomimo starań władz Torunia nie udało się wtedy zrewitalizować Ogrodu.
Duży rozkwit przeszedł w okresie II Rzeczypospolitej po 1920, kiedy przejęły go władze Państwowego Gimnazjum Męskiego im. Mikołaja Kopernika w Toruniu, które gruntownie odnowiły teren. Do 1933 zbudowano nowe ścieżki i wybiegi oraz zasadzono setki roślin.
W początkowym okresie Polski Ludowej, aż do lat 60. XX wieku, ogród posiadał słabą opiekę. Od 1953 zarządzał nim Dom Harcerza. Od 1965, dzięki na stałe zamieszkałemu w Argentynie torunianinowi Arnbertowi Sadeckiemu, do Ogrodu zaczęto sprowadzać egzotyczne zwierzęta. Sprowadzono między innymi lamy, papugę arę i jaka. Od lat 70. XX wieku ogród jest stale otwarty dla zwiedzających.
Do początku lat 90. XX wieku sprowadzano kolejne zwierzęta, między innymi małpy, jenoty, arui i papugi. Od 1993 Ogród Zoobotaniczny otrzymuje dofinansowanie z budżetu Miasta Torunia. W latach 90. XX wieku udostępniono Mini Zoo dla dzieci, gdzie można pobawić się ze zwierzętami w małych wolierach.
W październiku 2013 zakończono prace związane z realizacją projektu „Rewitalizacja elementów Ogrodu Zoobotanicznego na Bydgoskim Przedmieściu w Toruniu”, prowadzonego z udziałem funduszy Unii Europejskiej i miejskich.
Zabudowę Ogrodu wpisano do gminnej ewidencji zabytków (nr 1320).

## Charakterystyka
Obecnie ogród zajmuje powierzchnię 3,81 hektara o dość urozmaiconej morfologii, znajduje się tu jeden staw. W ogrodzie zgromadzono 55 gatunków drzew, 24 gatunki krzewów i około 50 gatunków zwierząt. Do zgromadzonych tu zwierząt należą niedźwiedzie, surykatki, lemury, muflony, lamy, rysie, jaki, małpy, strusie, jeżozwierze, mundżaki chińskie, kangury Bennetta, gorale długoogoniaste, arui, alpaki, osły, kozy bezoarowe a także zbiór gadów i płazów (herpetarium) oraz ptactwa eksponowanego w ptaszarni i na wybiegach. Ogród posiada dużą kolekcję papug.
W ogrodzie jest jedenaście drzew – pomników przyrody ożywionej, w tym: platan klonolistny (pierśnica – 422 cm, wysokość – 25 m), sosna czarna (pierśnica – 234 cm, wysokość – 17 m), dąb szypułkowy (pierśnica – 324 cm, wysokość 27,5 m), miłorząb dwuklapowy (pierśnica – 171 cm, wysokość 15 m), buk zwyczajny (pierśnica – 279 cm, wysokość 15 m) oraz leszczyna turecka (pierśnica – 232 cm, wysokość 9 m).
Poza wybiegami dla zwierząt oraz bogatą kolekcją botaniczną ogród posiada także:
- ptaszarnię,
- herpetarium,
- staw, fontannę i sadzawki,
- „Mini Zoo” dla dzieci.

## Zabytki i pomniki na terenie ogrodu
- zabytkowy dworek z XVIII wieku, zbudowany na średniowiecznych fundamentach (prawdopodobnie krzyżackiej wieży obserwacyjnej). Według jednej z legend w miejscu dworku miała się niegdyś znajdować świątynia Wenery, postawiona przez rzymskiego legionistę Thorundusa – legendarnego założyciela Torunia,
- zabytkowa drewniana willa Laegnera z unikalną polichromowaną boazerią z 1900, przeniesiona w 2002 z dzielnicy Mokre z ulicy Kościuszki 73 i odrestaurowana[6],
- głaz narzutowy z napisem upamiętniającym twórcę ogrodu Johanna Gottlieba Schultza, z charakterystyczną figurką ptaka oraz grobowiec Schultza.

## Działania edukacyjne i kulturalne
Poza oglądaniem okazów fauny i flory Ogród oferuje inne działania edukacyjne i kulturalne:
- Ośrodek Edukacji Przyrodniczo-Ekologicznej
- festyny z okazji Dnia Dziecka
- wystawy o tematyce przyrodniczej i ekologicznej
- Wystawa Fotografii Przyrodniczej „Toruń w obiektywie”
- dzień wiosny
- mini-stadnina koni i kucyków, możliwość jazdy.

Toruński ogród odwiedza rocznie około 100 tysięcy osób. W ostatnich latach występuje znaczny wzrost liczby odwiedzin. Toruński ogród zoobotaniczny jest jednym z nielicznych ogrodów w kraju położonych w centrum miasta (500 metrów od Starego Miasta).

## Wyróżnienia
W sierpniu 2007 zapisano toruński Ogród Zoobotaniczny do prestiżowego Europejskiego Stowarzyszenia Ogrodów Zoologicznych i Akwariów (EAZA), skupiającego poza Toruniem także 10 innych ogrodów, spełniających normy i wymogi EAZA – w Poznaniu, Wrocławiu, Płocku, Warszawie, Opolu, Gdańsku, Łodzi, Krakowie, Chorzowie i Zamościu.